# روبرت كلوس
روبرت كلوس (بالبولندية: Robert Kłos)‏ هو لاعب كرة قدم بولندي في مركز الدفاع، ولد في 4 فبراير 1982 في Złotoria, Kuyavian-Pomeranian Voivodeship ‏ في بولندا. لعب مع زاغويمبيه لوبين وويدزي لودز.